# Euploea treitschkei
Euploea treitschkei är en fjärilsart som beskrevs av Jean Baptiste Boisduval 1832. Euploea treitschkei ingår i släktet Euploea och familjen praktfjärilar. Inga underarter finns listade i Catalogue of Life.